# Desaparición de Trevor Deely
Trevor Deely era un joven irlandés de 22 años que fue visto por última vez el 8 de diciembre de 2000 a las 4.14 de la mañana cuando un circuito cerrado de televisión lo grabó caminando por Haddington Road en Dublín. Había regresado a casa de la fiesta de Navidad de su trabajo en el centro de la ciudad. La investigación fue reabierta en diciembre de 2016. Se desconoce su paradero.

## Antecedentes
Trevor Deely nació el 15 de agosto de 1978. Sus padres son Michael y Ann Deely. Él es el más joven de cuatro hermanos. Creció en Naas, Condado de Kildare en Irlanda. Después de terminar la escuela, Deely estudió negocios en el Instituto de Tecnología de Waterford, pero abandonó en su segundo año. Posteriormente completó un curso de informática en Dublín. En mayo de 1999, comenzó a trabajar en el departamento de TI de Bank of Ireland Asset Management en Leeson Street.
A fines de noviembre de 2000, apenas unas semanas antes de su desaparición, Deely voló a Alaska en los Estados Unidos. Fue a ver a una chica que había conocido en Dublín durante el verano mientras ella estaba de vacaciones en Irlanda. Deely no había sido invitado y ella le había dicho de antemano que estaría ocupada en ese momento y los investigadores han descrito el viaje como "bastante difícil". Deely regresó a Irlanda el martes 5 de diciembre, según su padre.

## Desaparición
La fiesta de Navidad estaba programada para el jueves 7 de diciembre. Después de tomar una copa en Copper Face Jacks y el Hotel Hilton, la fiesta se trasladó al club nocturno de Buck Whaley en la calle Lower Leeson. Deely salió de Bucky Whaley a las 3.25 de la mañana. Comenzó a caminar en dirección a su apartamento en el complejo de Renoir, en Serpentine Avenue en Ballsbridge. Hubo una fuerte tormenta esa noche con ráfagas de hasta 60 o 70 mph, y también hubo una huelga de taxis. Aproximadamente diez minutos después de salir del club nocturno, Deely llegó a su oficina, y entró después de llamar a seguridad. Mientras estaba en su oficina, Deely se tomó una taza de té y habló con un colega, Karl Pender, que trabajaba en el turno de noche. También revisó sus correos electrónicos y tomó nota de las cosas que tenía que hacer en el trabajo a la mañana siguiente. Salió de la oficina a las 4.03 de la madrugada, se llevó un paraguas, y continuó en dirección a Ballsbridge. Alrededor de este tiempo llamó a un amigo suyo en Naas y dejó un mensaje de voz. Su amigo describió que el mensaje decía: "Hola, Glen, te extrañé allí. De camino a casa, todo va bien, te hablaré mañana" o palabras parecidas. Su amigo borró el mensaje, no considerándolo significativo y los investigadores nunca trataron de recuperarlo.
Las imágenes de CCTV muestran que un hombre vestido de negro estuvo esperando cerca de las puertas del banco durante aproximadamente media hora antes de que llegara Deely. Cuando llegó Deely, tuvieron una breve conversación. Dos minutos después de que Deely entrara al banco, dos hombres más llegaron a la puerta. Si bien desde entonces han sido liberados de culpa como colegas de Deely, el hombre de negro sigue interesando a la policía. Cuando Deely dejó el banco, este hombre ya no estaba esperando afuera.
A las 4.14 de la mañana, las imágenes de CCTV muestran a Deely pasando por lo que era el banco AIB en la esquina de Baggot Street Bridge y Haddington Road en dirección a su apartamento. Unos treinta segundos después, un hombre vestido de negro pasó por el banco AIB. La guardia cívica dijo que creen que este era el mismo hombre que habló con Deely fuera de su oficina. Este hombre nunca se ha presentado a la policía, a pesar de los numerosos llamamientos hechos durante muchos años desde la desaparición. Ese video representa el último avistamiento conocido de Deely.

## Investigación
La ausencia de Deely del trabajo a la mañana siguiente no fue vista como motivo de preocupación, ya que había sido una larga noche. Además, sus compañeros de piso estuvieron fuera ese fin de semana, por lo que tampoco sabían que él estaba desaparecido. Solo cuando Deely no apareció el lunes siguiente se dio la alarma. Su trabajo informó a su familia. Después de confirmar que nadie había hablado con Deely ese fin de semana, lo denunciaron como una persona desaparecida.
Durante los días siguientes, la familia y amigos de Deely colocaron cientos de carteles, repartieron miles de folletos y fueron de casa en casa y de negocio en negocio preguntando si la gente lo había visto. Sus amigos pudieron obtener las imágenes de CCTV utilizadas en la investigación. El sargento Michael Fitzgerald, que trabajó en el caso desde el principio, dijo: "Nunca he trabajado en un caso en el que la familia fuera tan proactiva". Desafortunadamente, la demora entre la última vez que se vio a Deely y cuando se informó que faltaba fue vital.
El equipo submarino de la Guardia cívica buscó en el río Dodder y el Gran Canal, pero no encontró nada. No pudieron drenar la cuenca del Gran Canal ya que afectaría a la integridad estructural de los edificios circundantes. La hermana de Deely, Michele, dijo que llamó al teléfono de Trevor varias veces durante el fin de semana en que desapareció y cree que el teléfono sonó. Según el Dr. Philip Perry, investigador principal en el laboratorio de radio y comunicaciones ópticas de la Universidad de la Ciudad de Dublín, un teléfono del año 2000 se habría apagado segundos después de caer al agua. Sin embargo, Michele dijo que no estaba totalmente segura de que realmente el teléfono sonara.
Dos investigadores viajaron a Alaska para hablar con la joven que Deely había ido a ver antes de su desaparición. Las hermanas de Deely también viajaron a Alaska por separado con el mismo propósito. Los viajes no produjeron ninguna pista.

## Desarrollo reciente
Se desconoce el paradero de Deely y el caso continúa generando interés. En 2015 fue emitido en TV3 un documental especial presentado por Donal MacIntyre.
En diciembre de 2016 se abrió una nueva investigación. En el siguiente mes de abril, se sacaron imágenes mejoradas de CCTV, lo que llevó al anuncio de la Guardia cívica de que creían que el hombre vestido de negro visto detrás de Deely en las imágenes de Haddington Road era el mismo hombre con el que habló fuera de su oficina. Ese mismo mes se ofreció una recompensa de 100.000 € por información.
En agosto de 2017, la Guardia cívica comenzó una búsqueda de un área aislada de tres acres en el suburbio de Chapelizod, en Dublín, a unos 8 kilómetros de donde se vio a Deely por última vez. Un informante alegó que Deely fue asesinado en la noche de su desaparición por un criminal de Crumlin conocido por la Guardia cívica. La banda de la que formaba parte el malhechor estaba involucrada en el tráfico de drogas y la prostitución en el área donde Deely desapareció. La misma banda ya fue investigada por el asesinato de Sinead Kelly en junio de 1998. El informante dijo que Deely y su presunto asesino no se conocían y que fue un encuentro casual. Aunque se encontraron armas y drogas durante la búsqueda, los investigadores concluyeron que no estaban relacionados con el caso. La búsqueda se suspendió en septiembre y la Guardia cívica dijo en ese momento que no habían encontrado nada que los ayudara en el caso.